# Le Fantôme arménien
Le Fantôme arménien est une bande dessinée de Laure Marchand, Guillaume Perrier et Thomas Azuélos, dessinée par Thomas Azuélos, parue aux éditions Futuropolis en avril 2015. 

## Thème
La BD retrace le voyage en Turquie de Brigitte Balian et de Varoujan Artin (1960-2015), membres l'Association pour la recherche et l’archivage de la mémoire arménienne (ARAM) de Marseille, leur premier voyage  dans ce pays. Ce voyage est réalisé à l'occasion d'une exposition organisée à Diyarbakır en 2014 présentant 99 photographies — pour le 99e anniversaire du génocide arménien — de rescapés du génocide. Une des 99 photographies est celle du grand-père paternel de Varoujan Artin, Sahak Artin, seul survivant avec son frère, d’une famille de 50 personnes,.
L'ouvrage traite particulièrement de la rencontre de Brigitte Balian et de Varoujan Artin avec des Arméniens de Turquie, qu'ils soient Kurdes, Turcs ou Alevis, ayant découverts leurs arménités souvent très tardivement.

## Œuvres liées
- 1915 - 2015 Centenaire du génocide des Arméniens, Mémoires vives web-documentaire de France 24 auquel avait participé Varoujan Artin.
- Le Printemps des Arméniens , documentaire de Gilles Cayatte,  auquel avait participé Varoujan Artin.
- Laure Marchand et Guillaume Perrier (préf. Taner Akçam), La Turquie et le fantôme arménien : Sur les traces du génocide, Paris, Actes Sud, mars 2013, 224 p. (ISBN 978-2-330-01787-3)